# Земельный участок

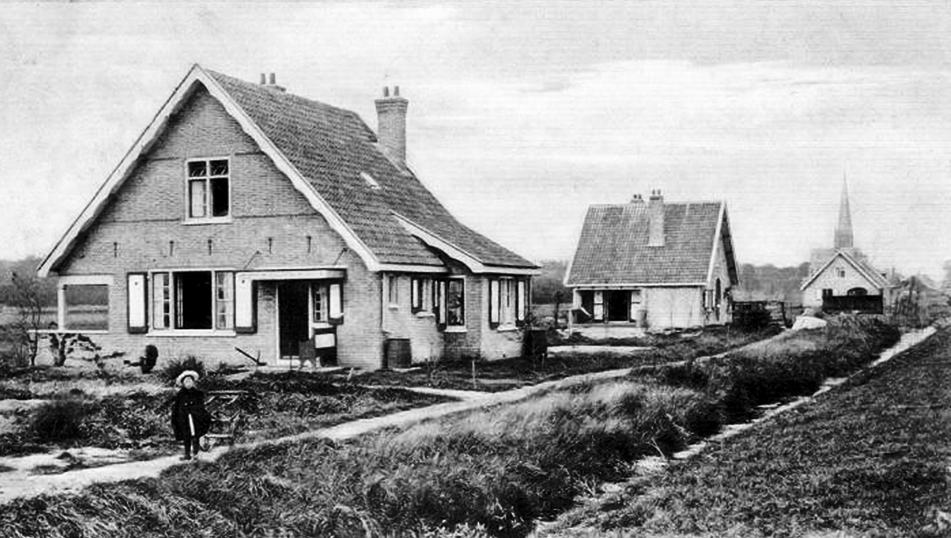
Colonia Westerbro en Rijswijk 1904

Земе́льный уча́сток; арх. уго́дье — часть земной поверхности, имеющая фиксированную границу.
Площадь, местоположение, правовой статус и другие характеристики участка отражаются в Едином государственном реестре недвижимости. Правовой статус участка определяет форму законного владения, его целевое назначение (которое может изменяться) и разрешенное использование. Согласно Земельному кодексу России, границы участка должны быть определены в соответствии с федеральными законами.

## Типы земельных участков в садоводческих, огороднических и дачных некоммерческих объединениях граждан
- Садовый земельный участок — земельный участок, предназначенный для отдыха граждан и (или) выращивания гражданами для собственных нужд сельскохозяйственных культур с правом размещения садовых домов, жилых домов, хозяйственных построек и гаражей[5].
- Огородный земельный участок — земельный участок, предназначенный для отдыха граждан и (или) выращивания гражданами для собственных нужд сельскохозяйственных культур с правом размещения хозяйственных построек, не являющихся объектами недвижимости, предназначенных для хранения инвентаря и урожая сельскохозяйственных культур[5].

## Учёт земельных участков
Каждый земельный участок, сведения о котором внесены в Единый государственный реестр недвижимости, имеет неповторяющийся во времени и на территории Российской Федерации государственный учётный номер (кадастровый номер). Кадастровые номера присваиваются объектам недвижимости органом регистрации прав. Все земельные участки, независимо от форм собственности, подлежат государственному кадастровому учёту.
1 марта 2008 года вступил в силу Федеральный закон «О государственном кадастре недвижимости», в соответствии с которым создаётся единый систематизированный свод сведений о недвижимом имуществе. Объектами государственного кадастрового учёта являются земельные участки, здания, сооружения, помещения, объекты незавершённого строительства.
Согласно вышеназванному Закону кадастровый учёт осуществляется в связи с образованием или созданием объекта недвижимости (постановка на учёт объекта недвижимости, например, земельного участка), прекращением его существования (снятие с учёта объекта недвижимости) либо изменением уникальных характеристик объекта недвижимости.
В государственный кадастр недвижимости вносятся следующие сведения об уникальных характеристиках
земельного участка:
- кадастровый номер и дата внесения данного кадастрового номера в государственный кадастр недвижимости;
- описание местоположения границ;
- площадь;
- ранее присвоенный государственный учётный номер;
- категория земель и разрешённый вид использования (РВИ) земельных участков;
- описание границ земельных участков, их отдельных частей;
- кадастровый номер иного объекта недвижимости, образованного в результате преобразования объекта недвижимости, если последний являлся объектом недвижимости, из которого образован иной объект недвижимости;
- зарегистрированные в установленном порядке вещные права и ограничения (обременения);
- сведения о кадастровой стоимости объекта недвижимости, в том числе дата утверждения результатов определения такой стоимости;
- кадастровые номера расположенных в пределах земельного участка зданий, сооружений, объектов незавершённого строительства, если объектом недвижимости является земельный участок;
- адрес объекта недвижимости или при отсутствии такого адреса описание местоположения объекта недвижимости;
- сведения о вещных правах на объект недвижимости и об обладателях этих прав в объёме сведений, которые содержатся в Едином государственном реестре прав на недвижимое имущество и сделок с ним;
- сведения о лесах, водных объектах и об иных природных объектах, расположенных в пределах земельного участка
- почтовый адрес и (или) адрес электронной почты, по которым осуществляется связь с собственником объекта недвижимости или с лицом, обладающим данным земельным участком на праве пожизненного наследуемого владения или постоянного (бессрочного) пользования;
- сведения о кадастровом инженере, выполнявшем кадастровые работы в отношении объекта недвижимости;
- сведения о прекращении существования объекта недвижимости, если объект недвижимости прекратил существование.

## Особенности правового положения земельного участка
Земля является объектом недвижимости, причём любое иное имущество, прочно связанное с ней, является недвижимостью только в силу своей связи с землёй.
Земельный участок может находиться либо в частной собственности, либо в государственной собственности, либо в муниципальной собственности. При этом граждане и юридические лица имеют право на равный доступ к приобретению земельных участков в собственность.
Иностранные граждане, лица без гражданства и иностранные юридические лица не могут обладать на праве собственности земельными участками, находящимися на приграничных территориях, перечень которых устанавливается Президентом Российской Федерации в соответствии с федеральным законодательством о Государственной границе Российской Федерации, и на иных установленных особо территориях Российской Федерации в соответствии с федеральными законами, а также землями с/х назначения.
Земельный участок может находиться на праве постоянного (бессрочного) пользования, пожизненного наследуемого владения, на праве ограниченного пользования чужим участком (сервитут), на праве аренды и на праве безвозмездного срочного пользования. Гражданам земельные участки в постоянное (бессрочное) пользование не предоставляются, распоряжаться такими участками они также не могут. В постоянное (бессрочное) пользование земельные участки предоставляются только государственным и муниципальным учреждениям, казённым предприятиям, центрам исторического наследия президентов Российской Федерации, прекративших исполнение своих полномочий, а также органам государственной власти и органам местного самоуправления.
Право пожизненного наследуемого владения земельным участком, находящимся в государственной или муниципальной собственности, приобретённое гражданином до введения в действие Земельного Кодекса, сохраняется. Предоставление земельных участков гражданам на праве пожизненного наследуемого владения после введения в действие Кодекса не допускается. Распоряжение земельным участком, находящимся на таком праве, не допускается, за исключением перехода прав на земельный участок по наследству. Не допускается отчуждение земельного участка без находящихся на нем здания, сооружения в случае, если они принадлежат одному лицу.
С правовой точки зрения земельный участок может быть признан делимым либо неделимым. Делимым признается участок, который может быть разделён на части, каждая из которых после раздела образует самостоятельный участок, разрешённое использование которого может осуществляться без перевода его в состав земель иной категории, за исключением случаев, установленных федеральными законами. Вновь образованные части земельного участка должны соответствовать установленным предельным минимальным и максимальным размерам земельных участков, определёнными градостроительным регламентом на соответствующую территориальную зону.
Помимо предельных размеров земельных участков, в градостроительном регламенте устанавливаются виды разрешённого использования земельных участков и объектов капитального строительства; ограничения использования земельных участков и объектов капитального строительства, устанавливаемые в соответствии с законодательством Российской Федерации.

## Охрана земель
Статья 9 Конституции России устанавливает, что земля и другие природные ресурсы, на которые распространяются властные полномочия государства, используются и охраняются в Российской Федерации как основа жизни и деятельности народов, проживающих на соответствующей территории. Земельный кодекс РФ (Статья 12) определяет, что целями охраны земель являются предотвращение и ликвидация загрязнения, истощения, деградации, порчи, уничтожения земель и почв и иного негативного воздействия, а также обеспечение рационального использования земель, в том числе для восстановления плодородия почв на землях сельскохозяйственного назначения и улучшения земель.
Осуществляя властные полномочия на своей территории, государство устанавливает обязательные для исполнения всеми пользователями земли экологические требования в интересах общества, контролирует использование земель, определяет охранные зоны, публичные сервитуты и т. д. Поэтому использование земель должно осуществляться способами, обеспечивающими сохранение экологических систем, способности земли быть средством производства в сельском хозяйстве и лесном хозяйстве, основой осуществления хозяйственной и иных видов деятельности. Целями охраны земель являются:
1. предотвращение деградации, загрязнения, захламления, нарушения земель, других негативных (вредных) воздействий хозяйственной деятельности;
2. обеспечение улучшения и восстановления земель, подвергшихся деградации, загрязнению, захламлению, нарушению, другим негативным (вредным) воздействиям хозяйственной деятельности.

Земельным кодексом установлено, что в целях охраны земель собственники земельных участков, а также землепользователи, землевладельцы и арендаторы земельных участков обязаны проводить мероприятия по:
1. сохранению почв и их плодородия;
2. защите земель от водной и ветровой эрозии, селей, подтопления, заболачивания, вторичного засоления, иссушения, уплотнения, загрязнения радиоактивными и химическими веществами, захламления отходами производства и потребления, загрязнения, в том числе биогенного загрязнения, и других негативных (вредных) воздействий, в результате которых происходит деградация земель;
3. защите сельскохозяйственных угодий от зарастания деревьями и кустарниками, сорными растениями, а также защите растений и продукции растительного происхождения от вредных организмов (растений или животных, болезнетворных организмов, способных при определённых условиях нанести вред деревьям, кустарникам и иным растениям);
4. ликвидации последствий загрязнения, в том числе биогенного загрязнения, и захламления земель;
5. сохранению достигнутого уровня мелиорации;
6. рекультивации нарушенных земель, восстановлению плодородия почв, своевременному вовлечению земель в оборот;
7. сохранению плодородия почв и их использованию при проведении работ, связанных с нарушением земель.

В целях охраны земель должны разрабатываться федеральные, региональные и местные программы охраны земель, включающие в себя перечень обязательных мероприятий по охране земель с учётом особенностей хозяйственной деятельности, природных и других условий.

Оценка состояния земель и эффективности предусмотренных мероприятий по охране земель проводится с учётом экологической экспертизы, установленных законодательством санитарно-гигиенических и иных норм и требований.
Внедрение новых технологий, осуществление программ мелиорации земель и повышения плодородия почв запрещаются в случае их несоответствия предусмотренным законодательством экологическим, санитарно-гигиеническим и иным требованиям.
При проведении связанных с нарушением почвенного слоя строительных работ и работ по добыче полезных ископаемых плодородный слой почвы должен сниматься и использоваться для улучшения малопродуктивных земель.
Для оценки состояния почвы в целях охраны здоровья человека и окружающей среды Правительством Российской Федерации устанавливаются нормативы предельно допустимых концентраций вредных веществ, вредных микроорганизмов и других загрязняющих почву биологических веществ.

Для проведения проверки соответствия почвы экологическим нормативам проводятся почвенные, геоботанические, агрохимические и иные обследования.
В целях предотвращения деградации земель, восстановления плодородия почв и загрязнённых территорий допускается консервация земель с изъятием их из оборота в порядке, установленном Правительством Российской Федерации.

## Необходимые документы для составления договора аренды земельного участка
Государственная регистрация договора аренды земельного участка, в отличие от многих других хозяйственных договоров (предоставление земельного участка в аренду, перевод земли из аренды в собственность), обязательна. Оформление земельного участка в ренту или регистрация его приобретения происходят в местном управлении Росреестра путем подачи договора между землевладельцем и арендатором (или покупателем), а также ряда сопутствующих документов.
Cледует принять во внимание, что в соответствии со статьёй 609 ГК РФ аренду земельного участка нужно оформлять в Росреестре лишь в ситуациях, если:
- арендуемый участок выделяется на срок более одного года;
- арендатор или владелец является юридическим лицом.

Учитывая, что в подавляющем большинстве случаев земля оформляется под сельскохозяйственное производство или под строительство жилого дома — это почти всегда требует обращения в Росреестр. Если же один из участников договора не может лично присутствовать при удостоверении сделки — оформление в собственность арендованного земельного участка может быть проведено его представителем, имеющим нотариальную доверенность.
Госпошлина за регистрацию договора аренды составляет 2000 рублей (если сделка совершается физическими лицами) и 22000 рублей (если участниками являются юридические лица). Если же договор заключается между физическим и юридическим лицами — гражданин платит 2000 рублей, а юридическое лицо — 22000 рублей.